# Усадьба Ченцовых
Усадьба Ченцовых ― усадебный комплекс рубежа XIX—XX веков в селе Новая Заимка Заводоуковского района Тюменской области. Построена предпринимателем Николаем Федоровичем Ченцовым, включает в себя жилой дом, флигель и ворота в одной линии.

## Галерея

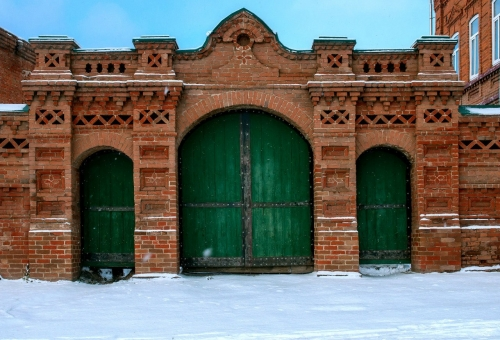
Ворота усадьбы Ченцовых
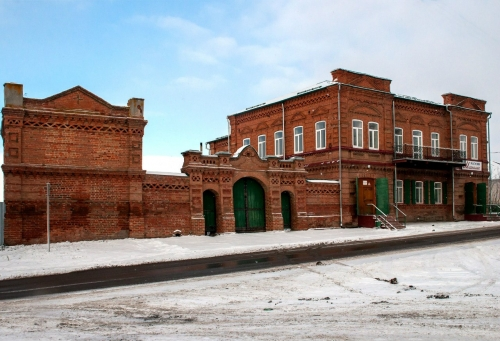
Здание усадьбы Ченцовых
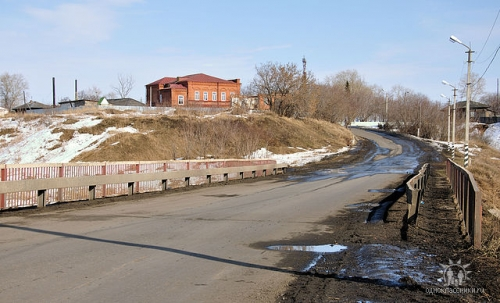
Вид на усадьбу Ченцовых